# Jill Esmond
Jill Esmond Moore (Londres; 26 de enero de 1908 – ibidem; 28 de julio de 1990) fue una actriz británica.

## Biografía
Su nombre completo era Jill Esmond Moore, y nació en Londres, Inglaterra, siendo sus padres los actores teatrales Henry V. Esmond y Eva Moore. Mientras sus padres hacían giras para compañías de teatro, Esmond pasaba su infancia en internados hasta que a los catorce años decidió hacerse actriz. Debutó en escena interpretando a Wendy en Peter Pan, junto a Gladys Cooper, pero cuando su padre falleció en 1922, Esmond volvió a sus estudios, considerando la posibilidad de no dedicarse a la actuación. 
Finalmente cambió de opinión, entrando a estudiar en la Royal Academy of Dramatic Art de Londres, volviendo a actuar en el West End londinense en 1924. En 1925 trabajó con su madre en la obra Mary, Mary Quite Contrary y, tras unos pocos papeles más, se ganó el aplauso de la crítica por la interpretación de una joven suicida en Outward Bound. 
En 1928 actuó en la producción Bird in the Hand, en la cual conoció a Laurence Olivier, miembro del reparto. Cuando Bird in the Hand se representó en Broadway, Esmond fue escogida para viajar a los Estados Unidos con la misma, mientras que Olivier no formó parte del elenco. Determinado a estar cerca de Esmond, Olivier viajó a Nueva York, donde encontró trabajo como actor. Esmond obtuvo críticas entusiastas por su actuación, y Olivier siguió tras la actriz proponiéndole matrimonio en varias ocasiones, hasta que finalmente ella aceptó y la pareja se casó el 25 de julio de 1930. Tuvieron un hijo, Tarquin Olivier (nacido el 21 de agosto de 1936), que sería productor cinematográfico.
De vuelta al Reino Unido debutó en el cine con un papel protagonista en una de las primeras películas de Alfred Hitchcock, The Skin Game (1931). En los siguientes años trabajó en varios títulos británicos y en películas de Hollywood, entre ellas Thirteen Women (1932). También actuó en dos producciones en Broadway junto a Olivier, Private Lives (en 1931, con Noel Coward y Gertrude Lawrence), y The Green Bay Tree (1933). 
La carrera de Esmond siguió en ascenso, mientras que la de su marido languidecía. Pero, encontrándose Esmond en una situación óptima, empezó a rehusar papeles. En 1932 David O. Selznick le había prometido un papel en A Bill of Divorcement (Doble sacrificio), pero con medio salario, mientras que Olivier descubrió que a Katharine Hepburn le habían propuesto un salario mucho mayor. Por ello convenció a Esmond para que rechazara el trabajo. A pesar de todos estos inconvenientes, A Bill of Divorcement fue un gran éxito y proporcionó fama a Hepburn en detrimento de Esmond.
Esmond superó la publicidad de la relación sentimental entre Olivier y Vivien Leigh sin pedir el divorcio. Sin embargo, presionada por Olivier, que deseaba casarse con Leigh, finalmente aceptó, divorciándose el 29 de enero de 1940. En varias biografías se afirma que su decisión se aceleró en parte al descubrir que era lesbiana.
Volvió brevemente a la interpretación, trabajando en películas como Journey for Margaret, The Pied Piper y Random Harvest (Niebla en el pasado) (todas en 1942) y The White Cliffs of Dover (1944). 
En 1942 también actuó en la obra de Emlyn Williams representada en Broadway The Morning Star, una producción destacada, pues suponía el debut como actor de Gregory Peck. A partir de entonces sus actuaciones fueron cada vez más esporádicas, y su último trabajo para el cine tuvo lugar en 1955, aunque más adelante interpretó a Leonor de Aquitania en la serie televisiva The Adventures of Robin Hood.  
Jill Esmond falleció en 1990 en el barrio londinense de Wandsworth. Tenía 82 años de edad. Fue enterrada en el Cementerio Abney Park de Londres.